# Eustroma dureri
Eustroma dureri är en fjärilsart som beskrevs av Felix Bryk 1948. Eustroma dureri ingår i släktet Eustroma och familjen mätare. Inga underarter finns listade i Catalogue of Life.